# Франсоа Мориак
Франсоа Мориак (на френски: François Mauriac) е френски писател, смятан за един от най-значимите католически автори на XX век. Член на Френската академия (1933) и кавалер на Почетния легион. През 1952 г. получава Нобелова награда за литература „за дълбоките духовни прозрения и художествената сила, с която прониква в драмата на човешкия живот“.

## Биография
Роден е на 11 октомври 1885 година в Бордо, Франция, най-младият от петте деца в семейството на банкер. Остава сирак в невръстна възраст и израства в католически пансион край родния си град. Учи литература в университета в Бордо. След като завършва през 1905 г., се премества в Париж, за да се подготви за следдипломно обучение в Национално училището по хартите (École nationale des chartes).
По време на Втората световна война (1939 – 1945) живее на окупирана територия в своето имение в Малагар.
Умира на 1 септември 1970 година в Париж на 84-годишна възраст.

## Творчество
Мориак създава важните си произведения и голяма част от творчеството си в периода между двете Световни войни. Сочен е като образец за психологически романист, чиито големи теми са провинциалния живот, буржоазията, християнството и най-вече човешката душа, видяна едновременно по един модерен и класически начин – между кризата, неврастенията и болестта, от една страна, и изкуплението, метафизиката и прошката, от друга.
През 1926 г. получава Голямата награда на Френската академия за романа си „Пустинята на любовта“.

### На български
- Съдбини, прев. Васил Юруков. София: Георги Юруков, 1929.
- Възел от усойници, прев. Мара Юрукова-Дамова. София, 1934.
- Отровителка, прев. М. Юрукова-Дамова. София: Г. Д. Юруков, 1937.
- Женитрикс, прев. Николай Дончев. София: Славчо Атанасов, 1938.
- Животът на Исуса, прев. Николай Николаев; Със студия за авт. Николай Дончев. София: Слънце, 1939.
- Животът на Исуса, прев. Ирина Сокерова. София: Изд. прев., 1939.
- Пътища към морето, прев. Мара Юрукова Дамова. София, 1945.
- Мърльо: Роман, прев. Йордан Павлов. София: Нар. култура, 1960.
- Терез Дескейру, прев. Донка Меламед; [С предг. от Георги Куфов]. София: Нар. култура, 1976.
- Змийско кълбо, прев. Пенка Пройкова; [С предг. от Людмила Стефанова]. Пловдив: Хр. Г. Данов, 1978.
- Родителка и др.: Романи, прев. Данаил Данаилов и др.; [С предг. от Симеон Хаджикосев]. София: Народна култура, 1985.
- Исус Христос, прев. Катя Генева. София: Лебед, 1993.
- Пустинята на любовта, прев. Мария Христова. София: Фама, 1994. ISBN 954-597-015-4
- Змийско кълбо, прев. Силвия Колева. София: Ентусиаст, 2011. ISBN 978-954-8657-65-5
- Терез Дескейру, прев. Донка Меламед. София: Фондация Комунитас, 2013. ISBN 978-954-9992-33-5
- Родителка, прев. Данаил Данаилов. София: Фондация Комунитас, 2013. ISBN 978-954-9992-37-3
- Пустинята на любовта, прев. Мария Коева. София: Фондация Комунитас, 2013. ISBN 978-954-9992-34-2
- Фарисейката, прев. Изабела Георгиева. София: Фондация Комунитас, 2013. ISBN 978-954-9992-36-6
- Юноша от едно време, прев. Стефан Тафров. София: Фондация Комунитас, 2013. ISBN 978-954-9992-41-0
- В какво вярвам, прев. Ирена Кръстева-Градева. София: Фондация Комунитас, 2013. ISBN 978-954-9992-30-0

### За него
- Михайлов, Калин. Мориак и Бернанос: Два романни свята между насилието и любовта. – София: Св. Климент Охридски, 2006.